# 峡南郵便局
峡南郵便局（きょうなんゆうびんきょく）は山梨県西八代郡市川三郷町にある郵便局。民営化前の分類では集配普通郵便局であった。

## 概要
住所：〒409-3299 山梨県西八代郡市川三郷町岩間928

## 沿革
- 1882年（明治15年）7月1日 - 岩間（いわま）郵便局（五等）として開設[1]。
- 1885年（明治18年）10月1日 - 貯金取扱を開始。
- 1892年（明治25年）5月16日 - 為替取扱を開始。
- 1901年（明治34年）2月1日 - 岩間郵便電信局となる。
- 1903年（明治36年）4月1日 - 通信官署官制の施行に伴い岩間郵便局となる。
- 1926年（大正15年）1月11日 - 電話通話事務を開始[2]。
- 1928年（昭和3年）8月1日 - 電話交換業務を開始[3]。
- 1963年（昭和38年）12月15日 - 落居簡易郵便局の廃止に伴い、取扱事務を承継[4]。
- 1972年（昭和47年）3月23日 - 電話交換業務を鰍沢青柳電報電話局に移管。
- 1982年（昭和57年）9月1日 - 和文電報配達業務を鰍沢青柳電報電話局に移管。
- 1983年（昭和58年）3月28日 - 岩間郵便局を廃止するとともに、同局に業務を引き継ぐ形で、峡南郵便局として開局。局番号も08019から08206に変更。同日、電気通信業務を久那土郵便局に、また同局から集配業務を移管。
- 2000年（平成12年）8月14日 - 外国通貨の両替および旅行小切手の売買に関する業務取扱を開始。
- 2006年（平成18年）9月11日 - 富里郵便局、切石郵便局、飯富（いいとみ）郵便局からそれぞれ「409-29xx」「409-33xx」「409-34xx」区域の集配業務を移管[5]。
- 2007年（平成19年）3月5日 - 早川郵便局から「409-27xx」区域の集配業務を移管[6]。
- 2007年（平成19年）10月1日 - 民営化に伴い、併設された郵便事業峡南支店に一部業務を移管。
- 2012年（平成24年）10月1日 - 日本郵便株式会社発足に伴い、郵便事業峡南支店を峡南郵便局に統合。

## 取扱内容
- 郵便、印紙、ゆうパック、内容証明
- 貯金、為替、振替、振込、国際送金、国債、投資信託
- 生命保険、バイク自賠責保険、自動車保険
- ゆうちょ銀行ATM
- 「409-32xx」区域（西八代郡市川三郷町（旧西八代郡六郷町域））、「409-29xx」「409-31xx」区域（南巨摩郡身延町（旧西八代郡下部町域の一部））、「409-33xx」「409-34xx」区域（身延町（旧南巨摩郡中富町域））、「409-27xx」区域（南巨摩郡早川町の全域）の集配業務
- ゆうゆう窓口

## 周辺
- 市川三郷町役場六郷庁舎
- 市川三郷町立図書館六郷分館
- 市川三郷町立六郷小学校
- 国道52号
- 富士川

## アクセス
- JR身延線 甲斐岩間駅から南へ約100m（徒歩約1分）
- 身延町営バス 甲斐岩間駅停留所下車
- 中部横断自動車道 六郷ICから北西へ約200m
- 駐車場あり：11台